# Laurent Beccaria
Pour les articles homonymes, voir Beccaria.
Laurent Beccaria, né le 24 mai 1963, est un éditeur français.
Ancien chargé de mission auprès du directeur général de Flammarion (1989-91), puis directeur littéraire aux éditions Plon (1991-95), puis directeur éditorial aux éditions Stock (1996-98), Laurent Beccaria est le fondateur des éditions Les Arènes (en 1997). Il a été cofondateur et directeur de la publication de la revue XXI (2008-18) et de la revue 6Mois (2011-18). En 2018, il a été le cofondateur et le directeur de la publication de l'hebdomadaire l'Ebdo, arrêté au bout de douze numéros.

## Biographie

### Famille et origines
Laurent Beccaria est le fils d'Yves Beccaria et Mijo Denoix de Saint Marc, anciens directeurs généraux de Bayard Presse. Il est aussi le petit-neveu d'Hélie de Saint Marc, ancien commandant en second du 1er régiment étranger de parachutistes dont il a écrit la biographie, publiée en 1989, et avec qui il écrit plusieurs ouvrages dont Les Champs de braises (prix Femina essai). Il est le neveu de Renaud Denoix de Saint Marc, ancien secrétaire général du gouvernement, ancien vice-président du conseil d'État et ancien membre du Conseil constitutionnel.
Laurent Beccaria suit des études à l'Institut d'études politiques de Paris (promotion 1986), où il se lie notamment d'amitié avec Thierry Mandon, puis passe deux mois au Centre de formation des journalistes, avant d'abandonner par désillusion.

### Parcours professionnel
Alors qu'il était directeur littéraire chez Plon, Laurent Beccaria démissionne en 1995 lorsque sa maison d'édition refuse de publier Pendant les affaires, les affaires continuent.
La création de la maison d'édition Les Arènes est décidée pour publier un manuscrit de Dominique Lorentz Une guerre, un livre sur les relations nucléaires franco-iraniennes, refusé par Claude Durand, alors PDG de Stock et de Fayard. Cet épisode sera raconté en détail par Dominique Lorentz dans un récit publié dix ans après, Des sujets interdits (2007).
Laurent Beccaria a notamment publié des ouvrages de Denis Robert, Noam Chomsky, François-Xavier Verschave, Eva Joly, Hélie de Saint Marc, Geneviève de Galard, Jean-Pierre Guéno, Alain Chabat, Medhi Ba, Jean-Pierre Jeunet, Jérôme Garcin, Patrick de Saint-Exupéry, Patrick Denaud, Daniel Tammet, Valerie Tierweiller,  Peter Wohlleben, Céline Alvarez.
En janvier 2008, il fonde avec Patrick de Saint-Exupéry le trimestriel de reportage XXI,,. 
Au printemps 2011, il lance avec Patrick de Saint-Exupéry, 6Mois, une revue semestrielle de photojournalisme, suivant la même politique d'indépendance financière et de diffusion en librairie que XXI.
En 2014, il publie l'ouvrage de Valérie Trierweiler, Merci pour ce moment, qui connaît une diffusion d'importance exceptionnelle,. Un premier tirage à 200 000 exemplaires est épuisé en quelques jours. Il est retiré à 290 000 exemplaires. Cet ouvrage suscite d'importantes réactions dans le monde politique et la presse,,,.
Fin 2017, il lance, toujours avec son associé Patrick de Saint-Exupéry, l'hebdomadaire Ebdo, dirigé par l'ancien député socialiste Thierry Mandon et composé d'une trentaine de journalistes. En février 2018, il publie une enquête concernant des accusations de violences sexuelles à l'encontre du ministre de la Transition écologique et solidaire, Nicolas Hulot : un viol dont la plainte a été classée sans suite pour prescription et des faits de harcèlement sexuel qui ont été démentis. Nicolas Hulot porte plainte pour diffamation contre le journal, plainte qu'il retire le 26 décembre 2018.
D'après Laurent Beccaria, cette enquête provoque le départ d'un investisseur, retardant une levée de fonds prévue, rendue en outre difficile à cause des mauvaises ventes du journal après un premier numéro qui avait dépassé 55 000 exemplaires vendus. L'échec du journal provoque la cessation de paiement de l'éditeur. Cette version est contestée par des membres de l'équipe, arguant plutôt d'une mauvaise gestion. Le journal dépose le bilan en mars 2018.

### Vie privée
Laurent Beccaria a été marié à Sophie de Sivry, fondatrice des éditions L'Iconoclaste, jusqu'au décès de cette dernière en 2023.